# Angelyne
Angelyne, pseudonimo di Ronia Tamar Goldberg (2 ottobre 1950), è una cantante e attrice statunitense.
La sua identità è stata rivelata solo nel 2017.

## Discografia
- 1982 - Angelyne
- 1986 - Driven to Fantasy
- 2000 - Beauty & the Pink (EP)

## Filmografia parziale
Cinema
- Il fantasma del palcoscenico (Phantom of the Paradise), regia di Brian De Palma (1974)
- Party selvaggio (The Wild Party), regia di James Ivory (1975)
- Il film più pazzo del mondo (Can I Do It 'Till I Need Glasses?), regia di I. Robert Levy (1977)
- Scusi, dov'è il West? (The Frisco Kid), regia di Robert Aldrich (1979)
- Le ragazze della Terra sono facili (Earth Girls Are Easy), regia di Julien Temple (1988)
- Homer & Eddie (Homer and Eddie), regia di Andrej Končalovskij (1989)
- The Underground Comedy Movie, regia di Vince Offer (1999)
- The Disaster Artist, regia di James Franco (2017)

Videoclip musicali
- I Can Take Care of Myself – Billy Vera (1981)
- Jimmy Mack – Sheena Easton (1985)
- Right on Track – Breakfast Club (1987)
- This Note's for You – Neil Young (1989)
- Without You – Mötley Crüe (1990)
- The I.N.C. Ride – Masta Ace Incorporated (1995)
- We Are All Made of Stars – Moby (2002)